# آرماگدون (آلبوم اسپا)
آرماگدون (انگلیسی: Armageddon) نخستین آلبوم استودیویی از گروه دخترانه اهل کره جنوبی، اسپا است. این آلبوم در ۲۷ مه ۲۰۲۴ توسط اس‌ام انترتینمنت منتشر شد و شامل ده قطعه از جمله دو تک‌آهنگ «اَبَرنواَختَر» و «آرماگدون» است.

## پیش‌زمینه و انتشار
در ۲۲ آوریل ۲۰۲۴، اس‌ام انترتینمنت اعلام کرد که اسپا نخستین آلبوم استودیویی خود را با نام آرماگدون منتشر خواهد کرد. همچنین اعلام شد که این آلبوم دو تک‌آهنگ «اَبَرنواَختَر» و «آرماگدون» خواهد بود و تاریخ انتشار برای ۱۳ مه تعیین شده بود که بعداً به ۲۷ مه تغییر یافت. در ۲ مه، اعلام شد که یک تریلر با عنوان «لانچ کد» منتشر خواهد شد. هشت روز بعد، فهرست قطعات آلبوم به همراه یک هایلایت تیزر منتشر شد. در ۱۲ مه، یک تیزر برای موزیک ویدئوی «اَبَرنواَختَر» منتشر شد. «اَبَرنواَختَر» به همراه موزیک ویدئو در ۱۳ مه منتشر شد. تیزر ویدئوهای «لانگ چت»، «شیرین‌بیان» و «زندگی می‌کنم» از ۱۵ تا ۱۷ مه منتشر شد.

## جدول‌های موسیقی
| جدول (۲۰۲۴)                                   | بالاترین جایگاه |
| --------------------------------------------- | --------------- |
| آلبوم‌های هیت‌سیکرز استرالیایی (ای‌آرآی‌ای)       | ۱۲              |
| آلبوم‌های اتریشی (آلبوم‌های او۳)                | ۴۵              |
| آلبوم‌های بلژیکی (اولتراتاپ فلاندرز)           | ۹۴              |
| آلبوم‌های بلژیکی (اولتراتاپ والونیا)           | 196             |
| آلبوم‌های فرانسوی (اس‌ان‌ئی‌پی)                   | ۷۷              |
| آلبوم‌های آلمانی (۱۰۰ آلبوم برتر رسمی)         | ۴۵              |
| آلبوم‌های ژاپنی (اوریکون)                      | ۴               |
| آلبوم‌های ترکیبی ژاپنی (اوریکون)               | ۳               |
| آلبوم‌های داغ ژاپنی (بیلبورد ژاپن)             | ۱۴              |
| آلبوم‌های پرتغالی (ای‌اف‌پی)                     | ۵               |
| آلبوم‌های کره جنوبی (گائون)                    | ۲               |
| آلبوم‌های فیزیکی سوئدی (فهرست برترین‌های سوئد)  | ۲۰              |
| آلبوم‌های دیجیتال بریتانیا (شرکت جدول‌های رسمی) | ۵۲              |
| بیلبورد ۲۰۰ ایالات متحده                      | ۲۵              |
| آلبوم‌های موسیقی ملل ایالات متحده (بیلبورد)    | ۱               |

| جدول (۲۰۲۴)                | جایگاه |
| -------------------------- | ------ |
| آلبوم‌های ژاپنی (اوریکون)   | ۸      |
| آلبوم‌های کره جنوبی (گائون) | ۴      |

## گواهی‌نامه‌ها
| منطقه                             | گواهی   | واحد گواهی‌شده/فروش |
| --------------------------------- | ------- | ------------------ |
| کره جنوبی (گائون)                 | Million | ۱٬۰۰۰٬۰۰۰^         |
| ^ رقم توزیع تنها بر پایهٔ گواهی‌ها. |         |                    |

## تاریخچه انتشار
| منطقه        | تاریخ        | فرمت                  | ناشر        | منابع  |
| ------------ | ------------ | --------------------- | ----------- | ------ |
| کره جنوبی    | ۲۷ مه ۲۰۲۴   | سی‌دی                  | اس‌ام کاکائو | [ ۱ ]  |
| مخلف         | ۲۷ مه ۲۰۲۴   | دانلود دیجیتال استریم | اس‌ام کاکائو | [ ۱ ]  |
| ایالات متحده | ۵ ژوئیه ۲۰۲۴ | سی‌دی                  | اس‌ام ویرجین | [ ۲۸ ] |